# Allodia nigrofasciata
Allodia nigrofasciata är en tvåvingeart som beskrevs av Enrico Adelelmo Brunetti 1912. Allodia nigrofasciata ingår i släktet Allodia och familjen svampmyggor. Inga underarter finns listade i Catalogue of Life.